# Ноайн
Ноайн, Ноайн (Вальє-де-Елорс) (ісп. Noáin (Valle de Elorz), баск. Noain (Elortzibar)) — муніципалітет в Іспанії, у складі автономної спільноти Наварра. Населення — 6806 осіб (2009).
Муніципалітет розташований на відстані близько 310 км на північний схід від Мадрида, 7 км на південь від Памплони.
На території муніципалітету розташовані такі населені пункти: (дані про населення за 2009 рік)
- Елорс/Елорц: 225 осіб
- Есперун: 0 осіб
- Герендіайн: 24 особи
- Імаркоайн: 291 особа
- Ноайн: 5791 особа
- Оріс: 10 осіб
- Отано: 15 осіб
- Торрес-де-Елорс: 221 особа
- Ярнос: 14 осіб
- Сабалегі: 41 особа
- Сулуета: 174 особи

## Демографія
Шаблон:Демографія/ESP/Noáin

## Галерея зображень

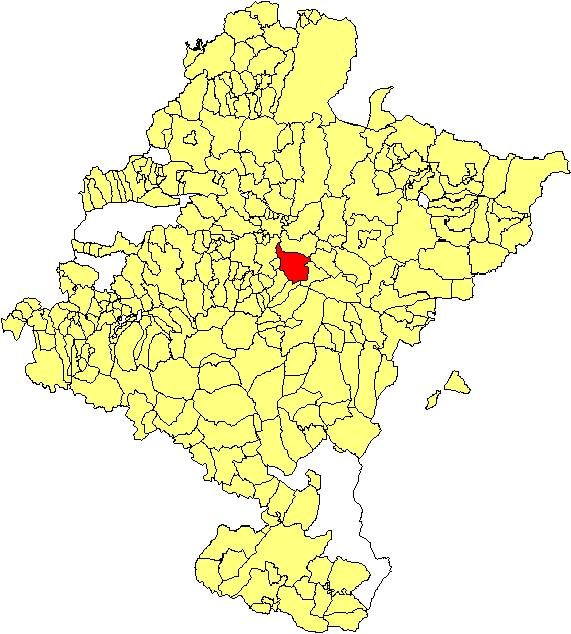
Розташування муніципалітету
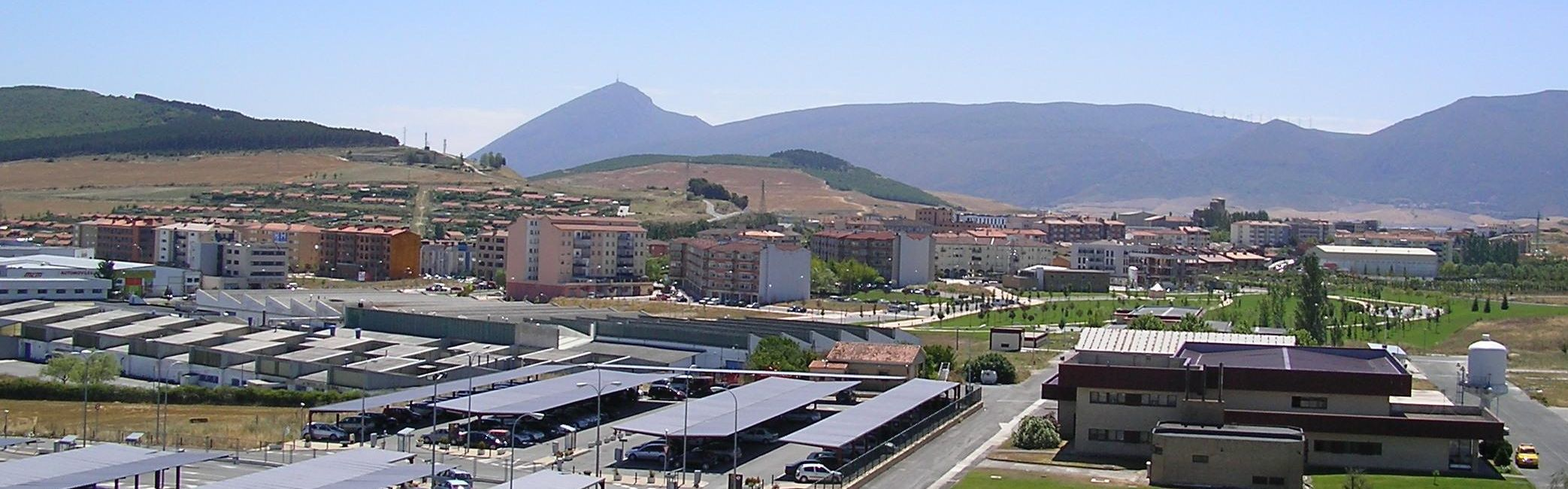
Ноайн
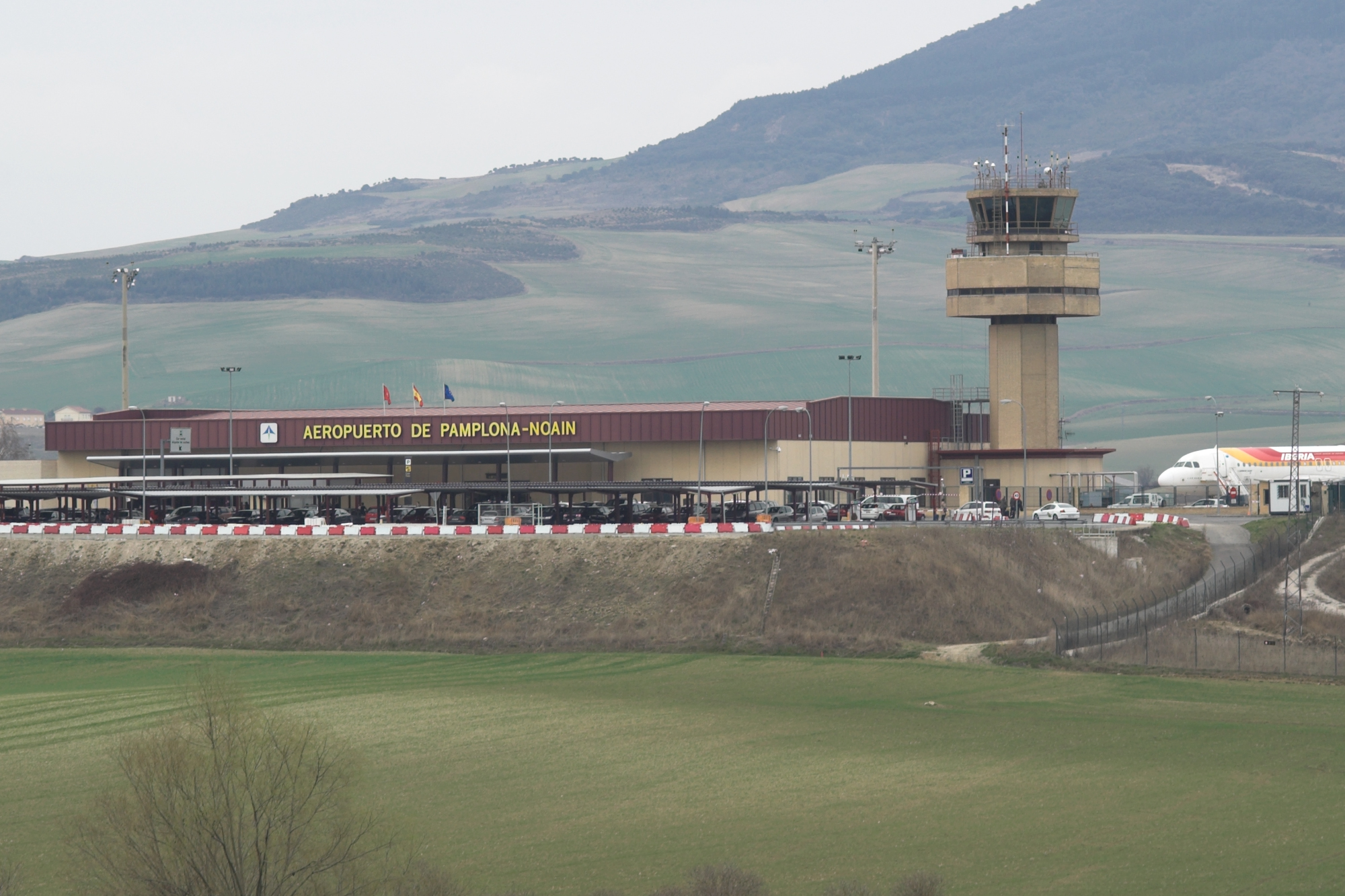
Аеропорт Памплони
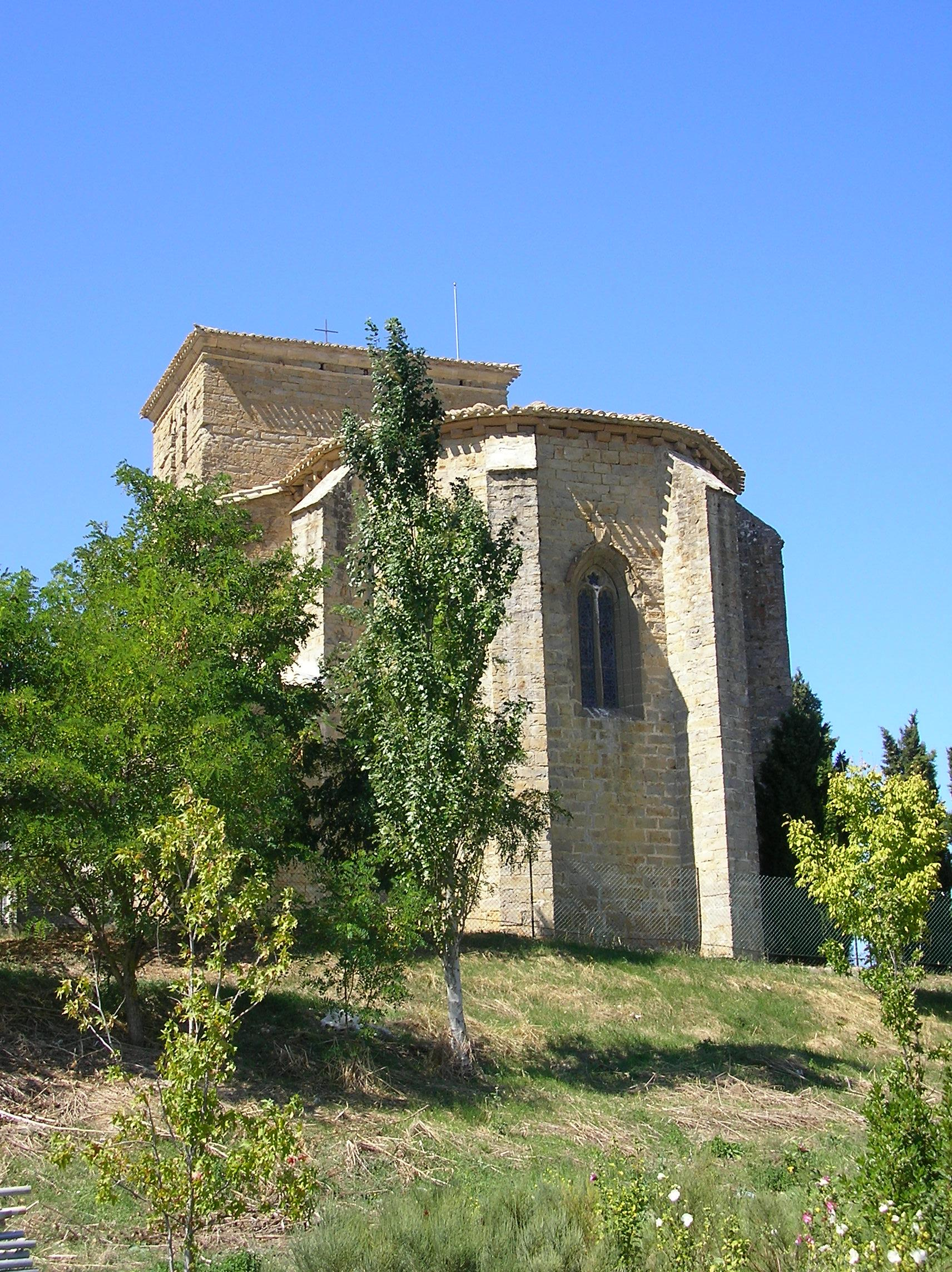
Церква Сан-Мігель